# جين فو
جين فو (بالصينية: 金浦) هو سباح صيني، ولد في 25 سبتمبر 1964.

## وصلات خارجية
- جين فو على موقع الاتحاد الدولي للسباحة (الإنجليزية)
- جين فو على موقع أوليمبيديا (الإنجليزية)